# 闵嗣鹤
闵嗣鹤（1913年—1973年），字彦群，江西人，中国数学家、教育家，北京大学教授。他在解析数论研究，三角和估计、黎曼ζ函數理论方面获重要成果。
闵嗣鹤於1935年毕业於北京师范大学数学系，1945年赴欧美留学研究（英国牛津大学和美国普林斯顿大学），1947年于牛津大学获得博士学位，1948年回国。曾先后在清华大学和北京大学任教，指导过陈景润、潘承洞等。闵嗣鹤的主要著作有：《数论的方法》、《格点和面积》等。